# Condado de Jackson (Alabama)
O Condado de Jackson é um dos 67 condados do estado norte-americano do Alabama. De acordo com o censo de 2022, sua população é de 52.891 habitantes. A sede do condado e sua maior cidade é Scottsboro.
O condado foi fundado em 1819 e recebeu o seu nome em homenagem a Andrew Jackson (1739-1817), general do Exército dos Estados Unidos e o 7.º presidente dos Estados Unidos (1829-1837). Jackson é um dry county, porém três cidades no condado (Bridgeport, Scottsboro e Stevenson) permitem a venda de álcool. No condado se situa o Monumento Nacional de Russel Cave, sítio arqueológico com evidências de 8000 anos de ocupação humana do Sudeste.

## História
O condado foi estabelecido em 13 de dezembro de 1819, após o governo federal celebrar um tratado com os cherokees para a sua remoção da área e extinção das suas reivindicações de terra. O terreno elevado e montanhoso dos Apalaches tornava a área imprópria para o sistema agrícola de plantation presente nas terras baixas e na região costeira. O condado foi colonizado em grande parte por famílias do Tennessee, da Carolina do Sul e Geórgia.

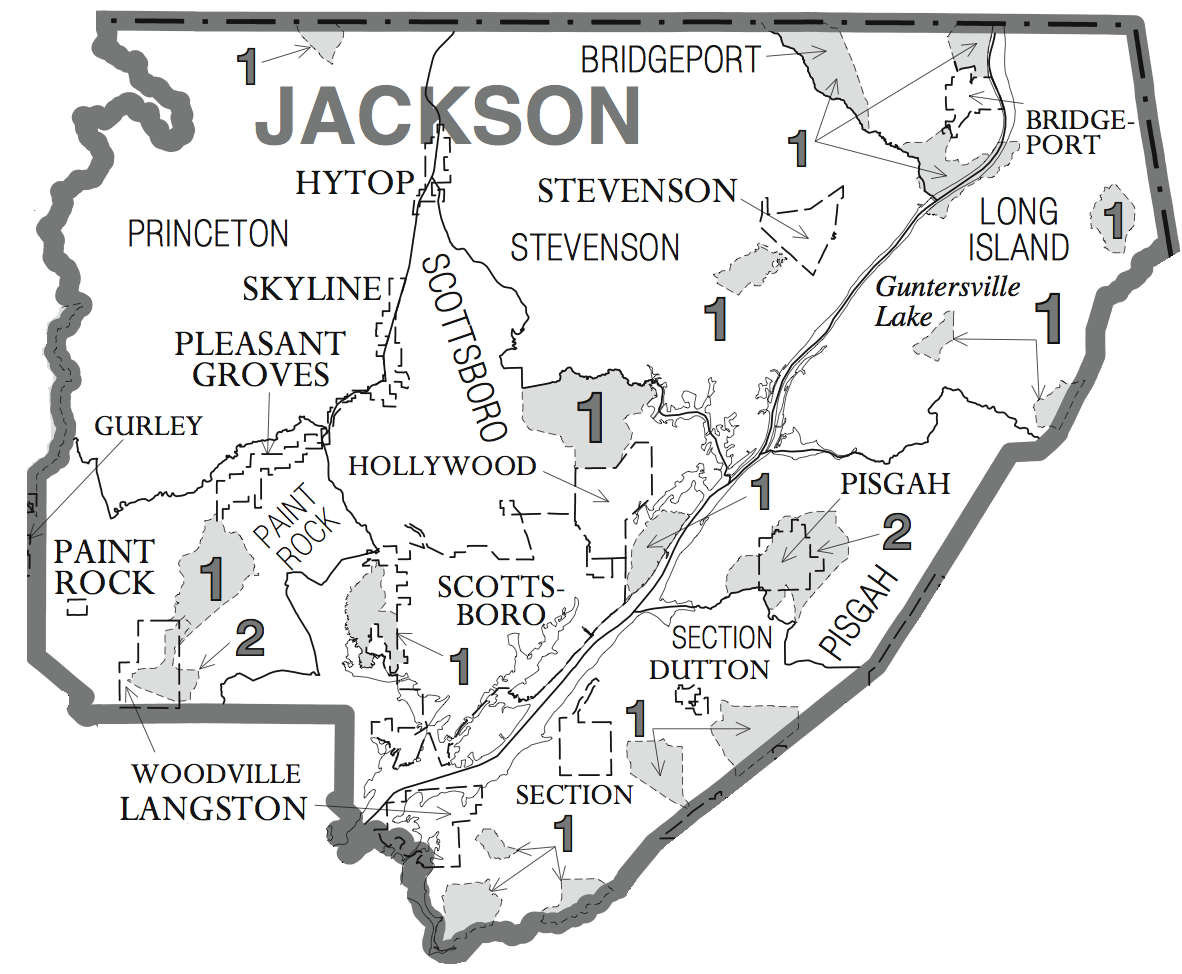
Mapa do Condado de Jackson mostrando as subdivisões do censo.

Em grande parte, a região se desenvolveu em torno da agricultura de subsistência, e poucas famílias possuíam alguns escravos. A exemplo, em 1860, Bellefonte, à época sede e maior comunidade do condado, tinha uma população de 181 habitantes, dos quais oito eram negros livres e os remanescentes, brancos. Nenhum escravo foi registrado nessa comunidade.
O condado é cortado por vários rios e outros cursos d'água; desses, o mais importante é o Rio Tennessee, responsável por abastecer a maior parte do condado. A atual sede, Scottsboro, se desenvolveu ao longo do rio, e também foi o local da principal estação de trem, aquando da chegada das ferrovias à região. A usina hidrelétrica se desenvolveu no início do século XX para gerar energia à indústria. Pela metade do século, a indústria ultrapassou a agricultura como o mais importante elemento da economia local.

## Geografia
De acordo com o censo, sua área total é de 2920 km², destes sendo 2792 km² de terra e 128 km² de água. É o quinto maior condado do Alabama em área total e está no extremo nordeste do estado, majoritariamente dentro da região dos Apalaches.
No condado, é de especial interesse o Monumento Nacional de Russel Cave, que se situa em Doran Cove, aproximadamente 5 milhas (8,0 km) ao oeste da cidade Bridgeport. O local é creditado por oferecer "um dos mais completos registros da cultura pré-histórica no sudeste dos estados Unidos." Russel Cave foi declarada como Monumento Nacional em maio de 1961 pelo presidente John F. Kennedy. O monumento consiste em 310 acre(s)s (1 300 km)² de terra doados pela National Geographic Society.
A caverna é um importante sítio arqueológico que foi escavado em 1956 pela Smithsonian Institution e pela National Geographic Society. A edição de outubro de 1956 da National Geographic Magazine apresentou um artigo intitulado, "Life 8000 Years Ago Uncovered in an Alabama Cave" (Vida de 8000 anos atrás descoberta em uma caverna do Alabama)." Foram encontradas evidências de ocupação humana da caverna entre o período de 6.200 a.C. e 1650 d.C. O artigo foi redigido por Carl F. Miller, o líder da expedição. Há ainda estudos no sítio. 

### Condados adjacentes
- Condado de Marion (Tennessee), nordeste
- Condado de Dade (Geórgia), leste
- Condado de DeKalb, sudeste
- Condado de Marshall, sudoeste
- Condado de Madison, oeste
- Condado de Franklin (Tennessee), noroeste

### Áreas de Proteção Nacional
- Refúgio Nacional de Vida Selvagem de Fern Cave
- Monumento Nacional de Russel Cave
- Refúgio Nacional de Vida Selvagem de Sauta Cave

## Transportes

### Principais rodovias
- U.S. Highway 72
- State Route 35
- State Route 40
- State Route 65
- State Route 71
- State Route 73
- State Route 79
- State Route 117
- State Route 146
- State Route 277
- State Route 279

### Ferrovias
- CSX Transportation
- Norfolk Southern Railway
- Sequatchie Valley Railroad

## Demografia
De acordo com o censo de 2022:
- População total: 52.891
- Densidade: 20 hab/km²
- Residências: 24.903
- Famílias: 20.276
- Composição da população:
  - Brancos: 91,3%
  - Negros: 3,5%
  - Nativos americanos e do Alaska: 1,6%
  - Asiáticos: 0,6%
  - Nativos havaianos e outros ilhotas do Pacífico: 0,1%
  - Duas ou mais raças: 2,9%
  - Hispânicos ou latinos: 3,3%

## Comunidades

### Cidades
- Bridgeport
- Scottsboro (sede)
- Stevenson

### Vilas
- Dutton
- Hollywood
- Hytop
- Langston
- Paint Rock
- Pisgah
- Pleasant Groves
- Section
- Skyline
- Woodville

### Comunidades não-incorporadas
- Baileytown
- Bass
- Bolivar
- Bryant
- Card Switch
- Estillfork
- Fackler
- Flat Rock
- Francisco
- Gorham's Bluff
- Higdon
- Hollytree
- Larkin
- Larkinsville
- Liberty Hill
- Lim Rock
- Long Island
- Pikeville
- Princeton
- Rash
- Rosalie
- Swaim
- Trenton

### Cidades-fantasma
- Bellefonte
- Little Nashville